# Henry Fane (1703-1777)
Henry Fane (16 octobre 1703 - 31 mai 1777), de Wormsley près de Watlington, Oxfordshire, est un homme politique britannique qui siège à la Chambre des communes de 1757 à 1777.

## Jeunesse
Fane est le troisième fils d'Henry Fane (1669-1726) de Brympton et Anne Scrope, sœur de John Scrope de Wormsley . Il est le petit-fils de Francis Fane, un dramaturge de la restauration . Il est nommé l'un des principaux greffiers du Conseil du Trésor en 1742 et occupe le poste jusqu'en juillet 1764. En 1756, il est nommé greffier du Conseil privé.

## Carrière politique
Il s'inscrit dans une longue lignée de Fanes qui ont été députés de Lyme Regis, l'arrondissement de poche de la famille, hérité de John Scrope. Parfois, cela donnait aux Fanes jusqu'à deux députés en même temps. Les deux frères de Fane, Thomas et Francis, représentent Lyme Regis au Parlement. Après la mort de Francis, Henry Fane est élu sans opposition en tant que député de Lyme Regis lors d'une élection partielle le 13 juin 1757. Il est réélu sans opposition aux élections générales de 1761. Le 16 mai 1764, il démissionne de son poste de greffier du Conseil privé, apparemment frustré de ne plus recevoir d'avancement dans le système politique. Il est réélu sans opposition aux élections générales de 1768 et 1774. Tout au long de sa carrière, il soutient l'administration .

## Famille
Fane est décédé le 31 mai 1777 .
Le 17 juillet 1735, Henry Fane épouse Charlotte Rowe, fille unique de Nicholas Rowe, Esq. le poète lauréat. Elle est décédée en 1739, à vingt-trois ans, et est enterrée à l'Abbaye de Westminster. Ils ont une fille, Charlotte, qui épouse Sir William St.Quintin de Harpham dans le Yorkshire, le 15 mai 1758. Elle est décédée le 17 avril 1762 et est enterrée à Harpham ,.
Fane se remarie le 20 mai 1742 avec Anne Wynne, fille du Dr John Wynne, Évêque de Bath et Wells, avec qui il a une fille, Mary, qui, le 27 novembre 1765, épouse Sir Thomas Stapleton, de Grey's-Court dans l'Oxfordshire et est la mère de Lord le Despencer,.
Fane épouse sa troisième épouse, Charlotte Luther, en septembre 1748. Elle est la fille de Richard Luther, de Miles (Myles) près d'Ongar à Essex, Esq. décédé le 18 avril 1758 et sœur de John Luther. Elle a été enterrée à Lewknor. Ils ont une fille qui est morte bébé et quatre fils:
- Henry, décédé le 4 janvier 1759, âgé de huit ans, est enterré à Lewknor;
- John Fane (1751-1824), député d'Oxfordshire;
- Francis (1752–1813), député de Dorchester;
- Richard, décédé le 28 mars 1759, inhumé à Lewknor.